# Smilax canariensis
Smilax canariensis oder Kanaren-Stechwinde ist eine auf den Kanarischen Inseln und auf Madeira heimische Pflanzenart aus der Gattung Smilax.

## Beschreibung
Bei Smilax canariensis handelt es sich um eine Kletterpflanze mit zylindrischen bis schwach kantigen Stängeln und wechselständigen sowie eiförmigen bis elliptischen, einfachen und ledrigen, ganzrandigen Laubblättern. Die langen Stängel sind im unteren Bereich mehr oder weniger bestachelt und die 3–5-aderigen, bespitzten bis zugespitzten Blätter sind ohne Stacheln. Die Blattbasis ist abgerundet bis gestutzt oder mehr oder weniger herzförmig. Die Pflanzen klettern mit Ranken die an den Blattstielen entspringen.
Die Pflanzen sind zweihäusig diözisch und die kleinen, eingeschlechtlichen und grünlich-weißen Blüten mit einfacher Blütenhülle sind in achselständigen, doldenförmigen Blütenständen angeordnet. Es werden kleine schwärzliche und rundliche Beeren gebildet.
Smilax canariensis blüht auf Teneriffa von Oktober bis Dezember. Sie wächst spiralförmig an kanarischen Lorbeerbüschen und Gagelsträuchern in besonders feuchten und schattigen Gebieten der kanarischen Inseln.
In ihrer natürlichen Umgebung wächst Smilax canariensis in den Lorbeerwäldern von Teneriffa, La Gomera und La Palma, wo sie bei mäßiger Sonneneinstrahlung und Temperaturen zwischen 17 und 23 °C gedeiht. Der Boden ist reich an organischen Stoffen und behält die Feuchtigkeit in der Trockenzeit bei.

## Medizinische Wirkung
Smilax canariensis hat eine stark harntreibende Wirkung, welche dem Kaliumgehalt und den in der Pflanze enthaltenen polaren Atombindungen zugeschrieben werden. Traditionell wurden die Stängel und Wurzeln wegen ihrer harntreibenden, blutreinigenden und schäumenden Eigenschaften verwertet. Inzwischen gilt Smilax canariensis jedoch nur noch als Zierpflanze.

## Systematik und Verbreitung
Smilax canariensis ist in Makaronesien als „Zarzaparrilla canaria“ und als „Zarzaparilla sin espinas“ bekannt. Auf Teneriffa nennt man sie „Cerrajuda“. Zusammen mit der Art Smilax excelsa L. ist Smilax canariensis genetisch mit nordamerikanischen Arten verschachtelt, deren Ursprung in Asien liegt. Damit bilden Smilax excelsa, Smilax canariensis und Smilax azorica eine monophyletische Gruppe, deren nächste Verwandtschaft in den Arten Nordamerikas liegt.
Demnach hat sich diese Art über die Beringsee nach Nordamerika verbreitet, von wo aus sie den Weg über den Nordatlantik zurück nach Europa gefunden hat. Während der Eiszeit teilte sich die Art, im Osten am Schwarzen Meer siedelte sich Smilax excelsa an und im Westen auf den atlantischen Inseln Smilax canariensis und Smilax azorica.

## Gefährdung
In Anhang II der Verordnung zum Schutz von Arten der wilden Gefäßflora der Autonomen Gemeinschaft der Kanarischen Inseln von 1991 ist Smilax canariensis als schutzbedürftig eingestuft. Dieser Schutz wurde jedoch im Katalog von 2001 nicht mehr verlängert.
Dennoch gilt Smilax canariensis als sehr seltene Art auf den kanarischen Inseln und wird nur in den Lorbeerwäldern Teneriffas, La Palmas und La Gomeras aufgefunden.